# Église russe de Sofia
L'église russe (en bulgare : Руска църква, Ruska tsarkva), de son nom officiel église Saint-Nicolas le Faiseur de Miracles (църква "Св. Николай Чудотворец", tsarkva "Sv. Nikolay Chudotvorets"), est une église orthodoxe russe située à Sofia (Bulgarie), sur le boulevard Tsar Osvoboditel (en).

## Histoire et architecture
L'église est construite sur le site d'une ancienne mosquée détruite en 1882, après que la Bulgarie a été libérée par l'Empire russe du joug ottoman. Elle est l'église officielle de l'ambassade de Russie (sise dans un bâtiment voisin) et de la communauté russe de Sofia. Elle doit son nom, comme il était d'usage pour les églises diplomatiques, au saint patron de l'Empereur régnant à l'époque, Nicolas II de Russie. Les plans de l'églises ont été dessinés par l'architecte russe Mikhaïl Préobrajenski dans le style néo-russe, avec des décorations inspirées par les églises moscovites du XVIIe siècle. Les travaux sont supervisés par l'architecte A. Smirnov, chargé de la construction de la cathédrale Alexandre-Nevski. Les tuiles multicolores à l'extérieur sont l'œuvre de G. Kislitchev, tandis que les fresques intérieures sont peintes par une équipe d'artistes sous la houlette de Vassili Perminov, également actif dans la cathédrale Alexandre-Nevski. Les cinq bulbes sont recouverts d'or et les cloches ont été offertes par l'Empereur Nicolas II.
La construction débute en 1907 et l'église est consacrée en 1914.

## Galerie

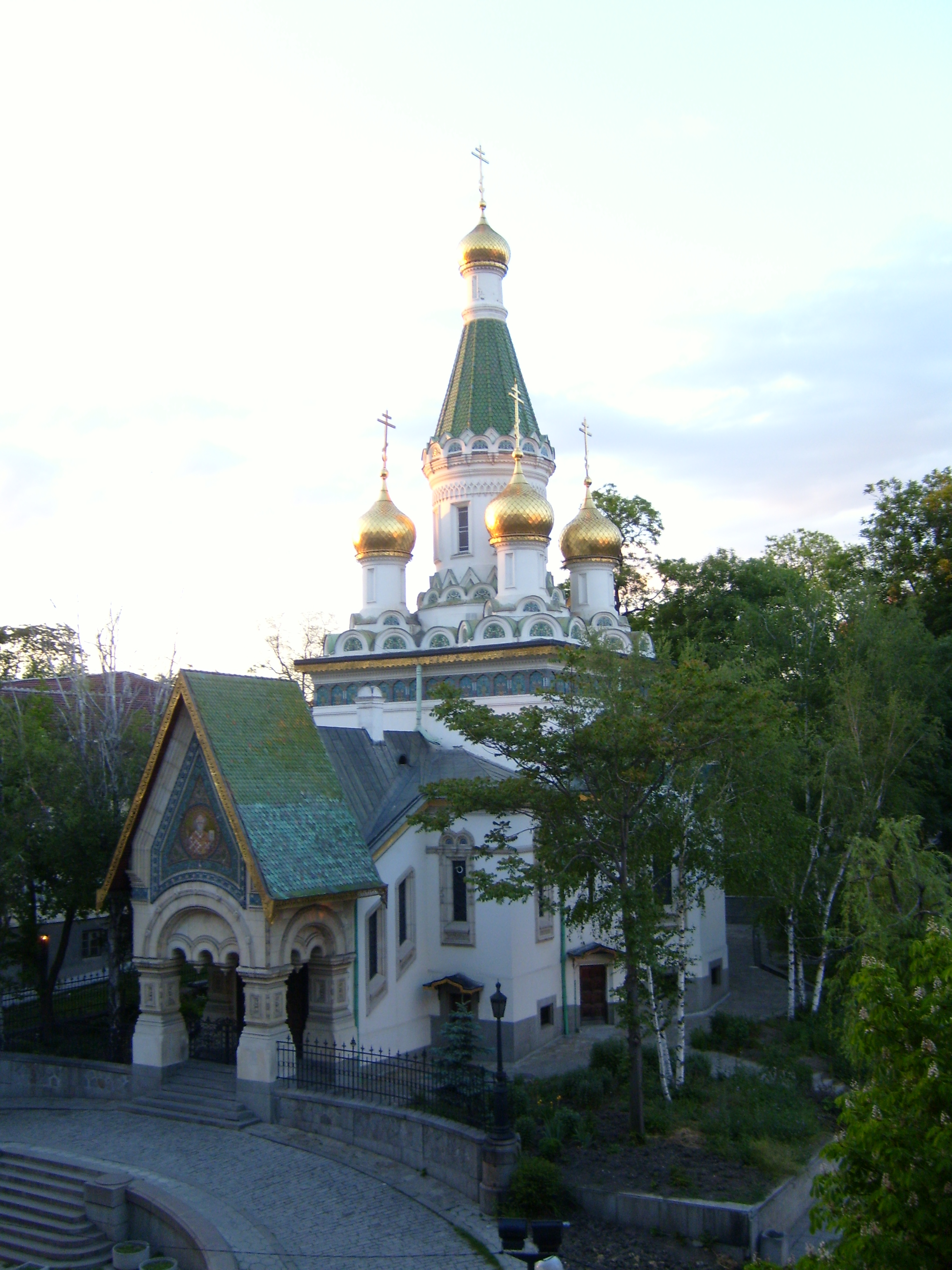
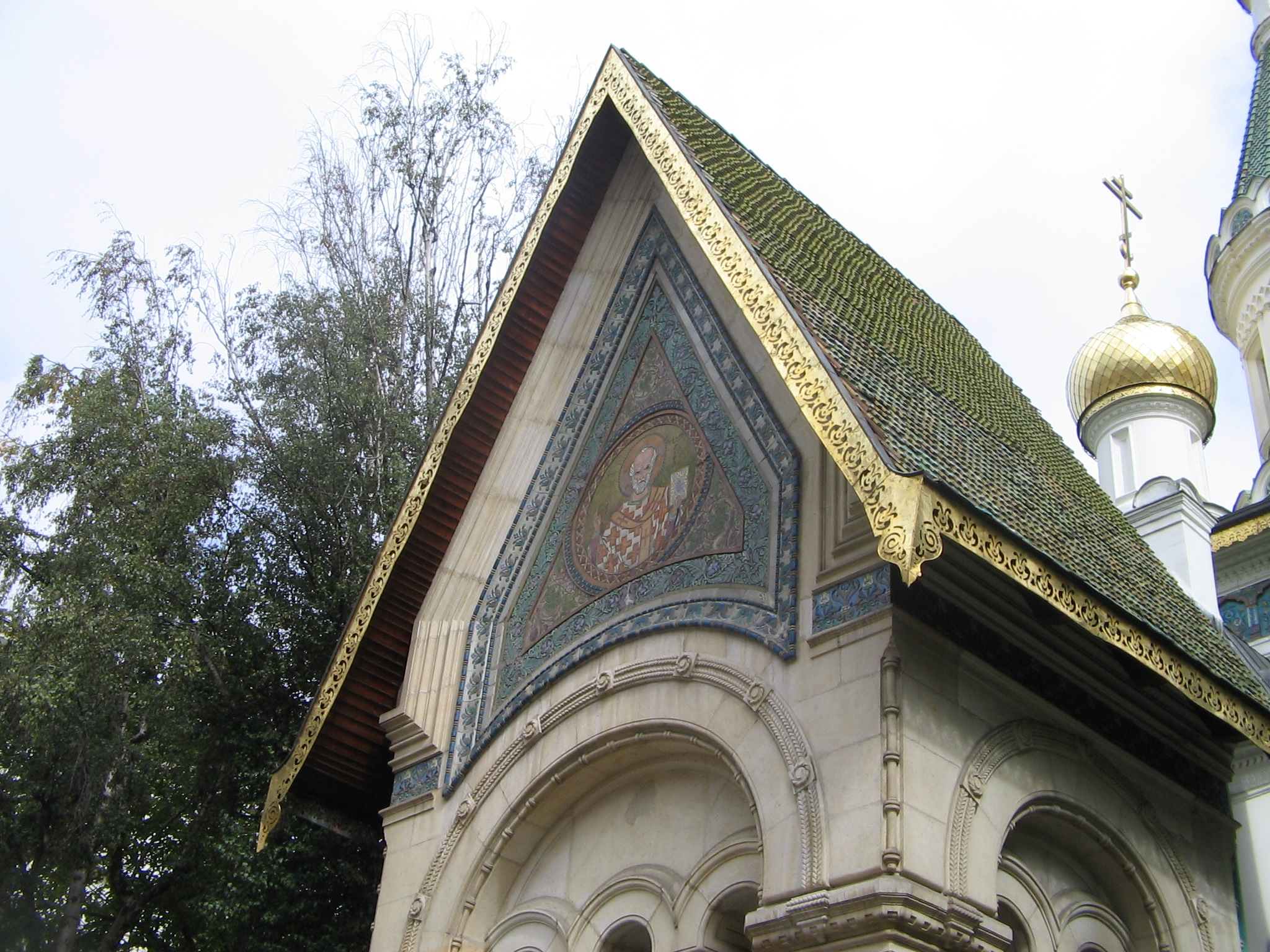
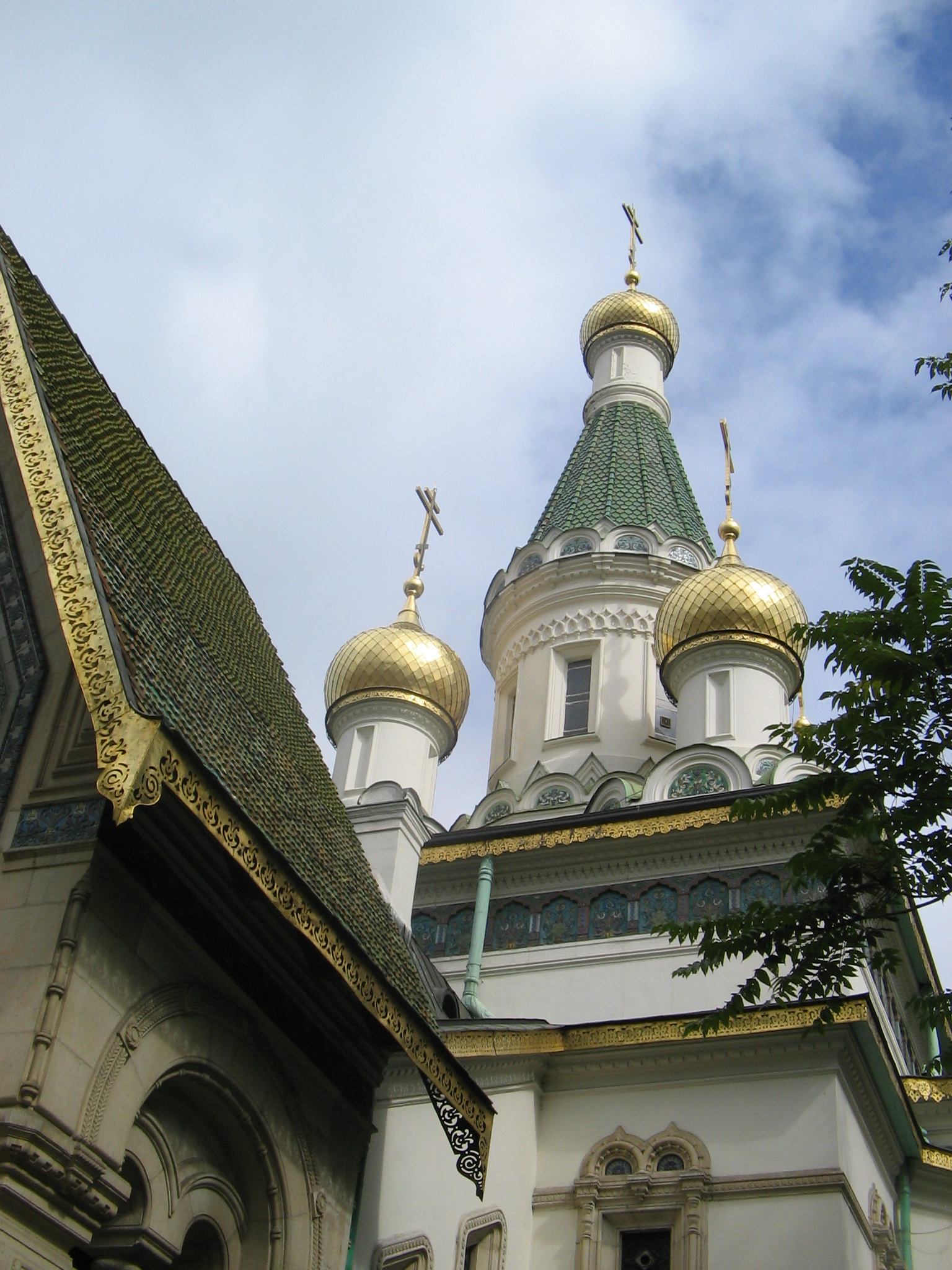
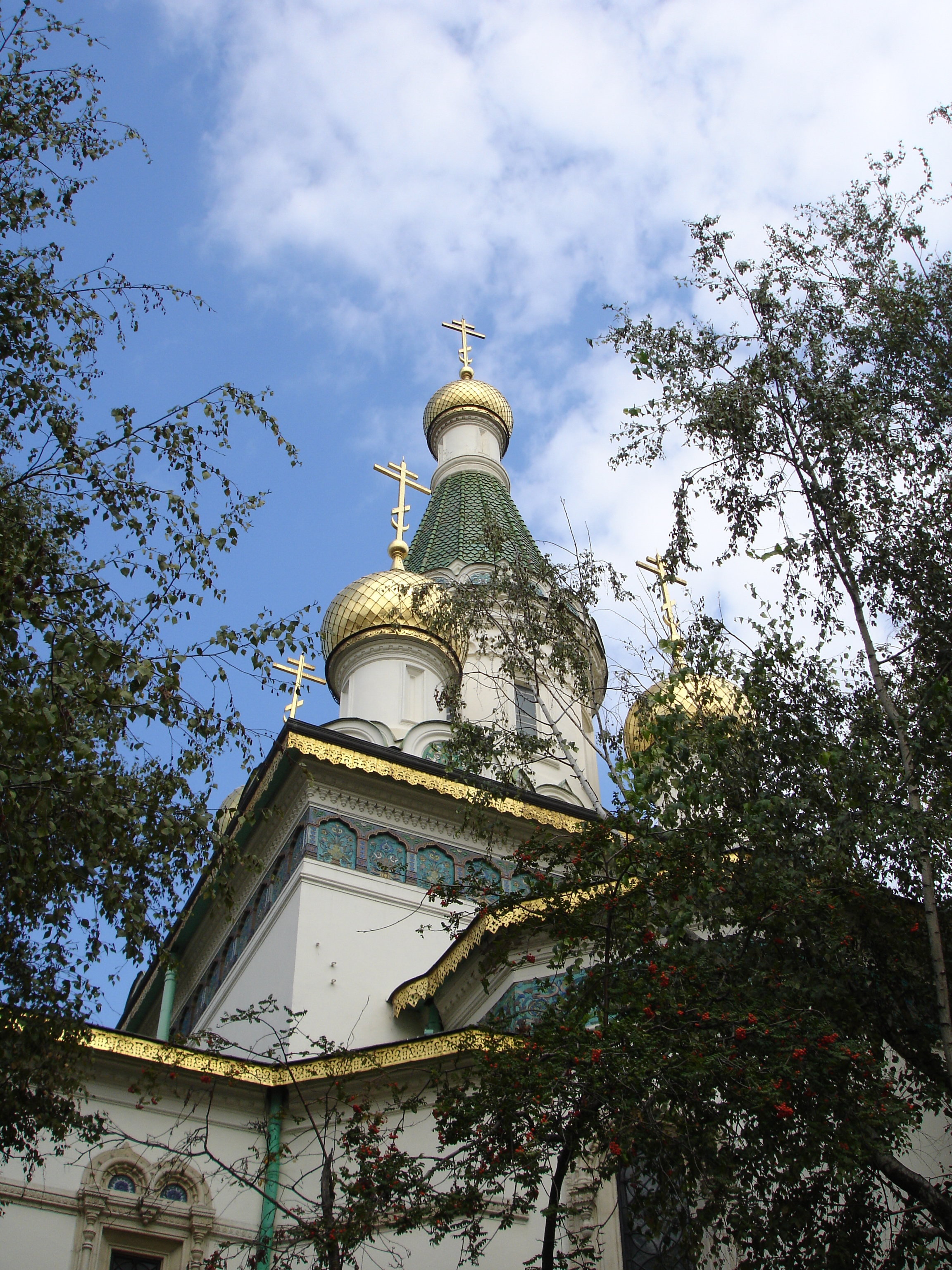
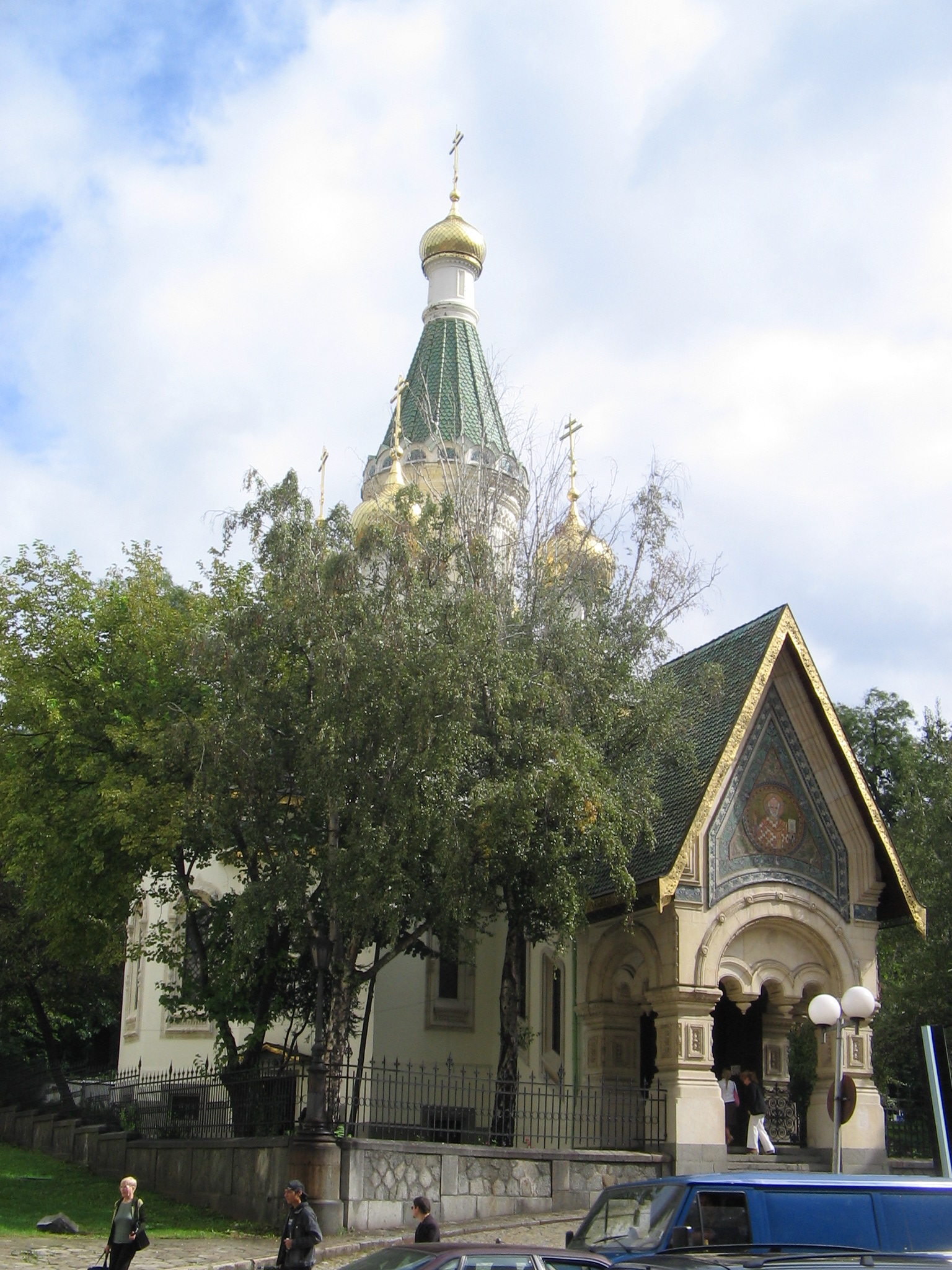
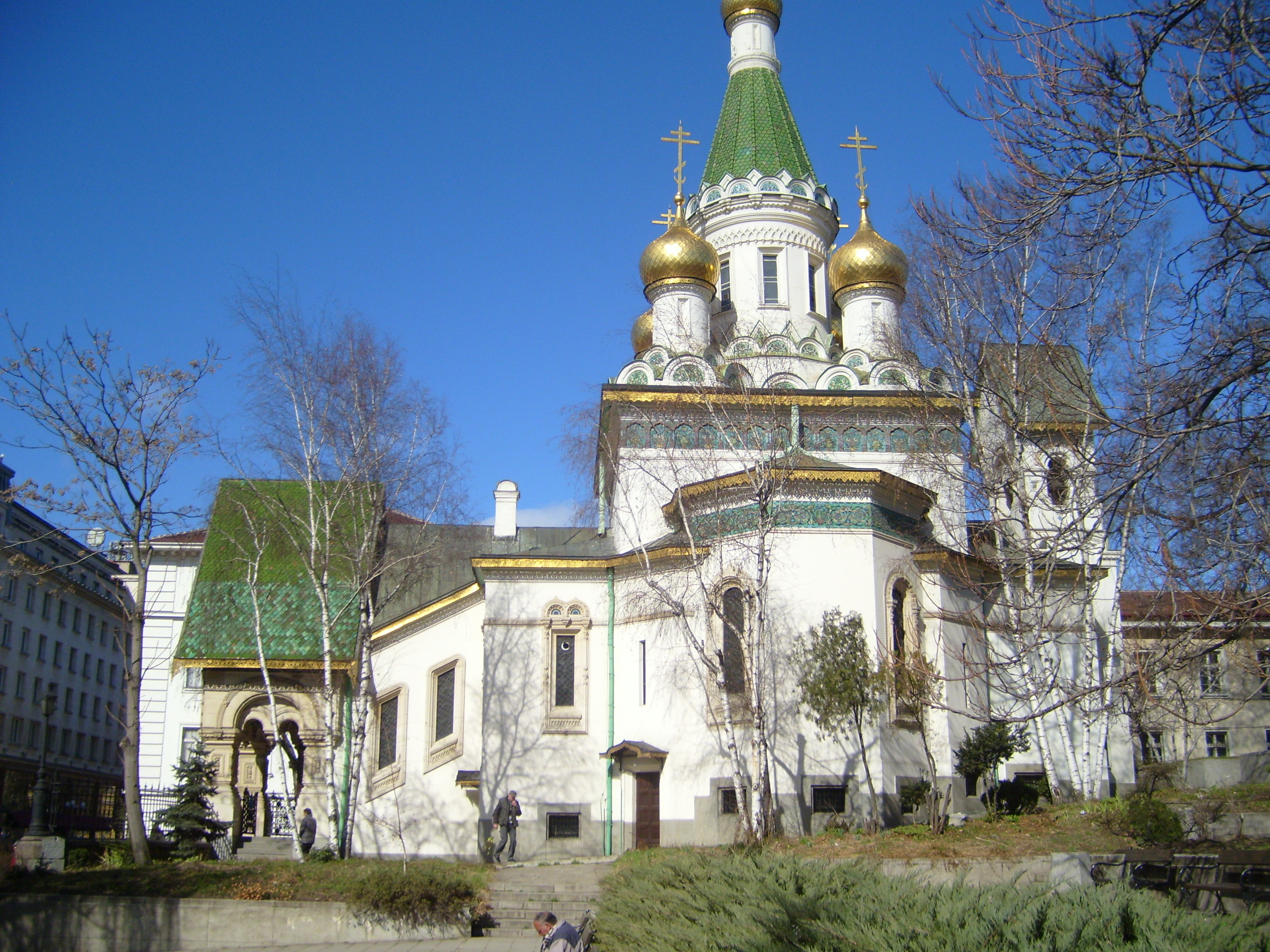
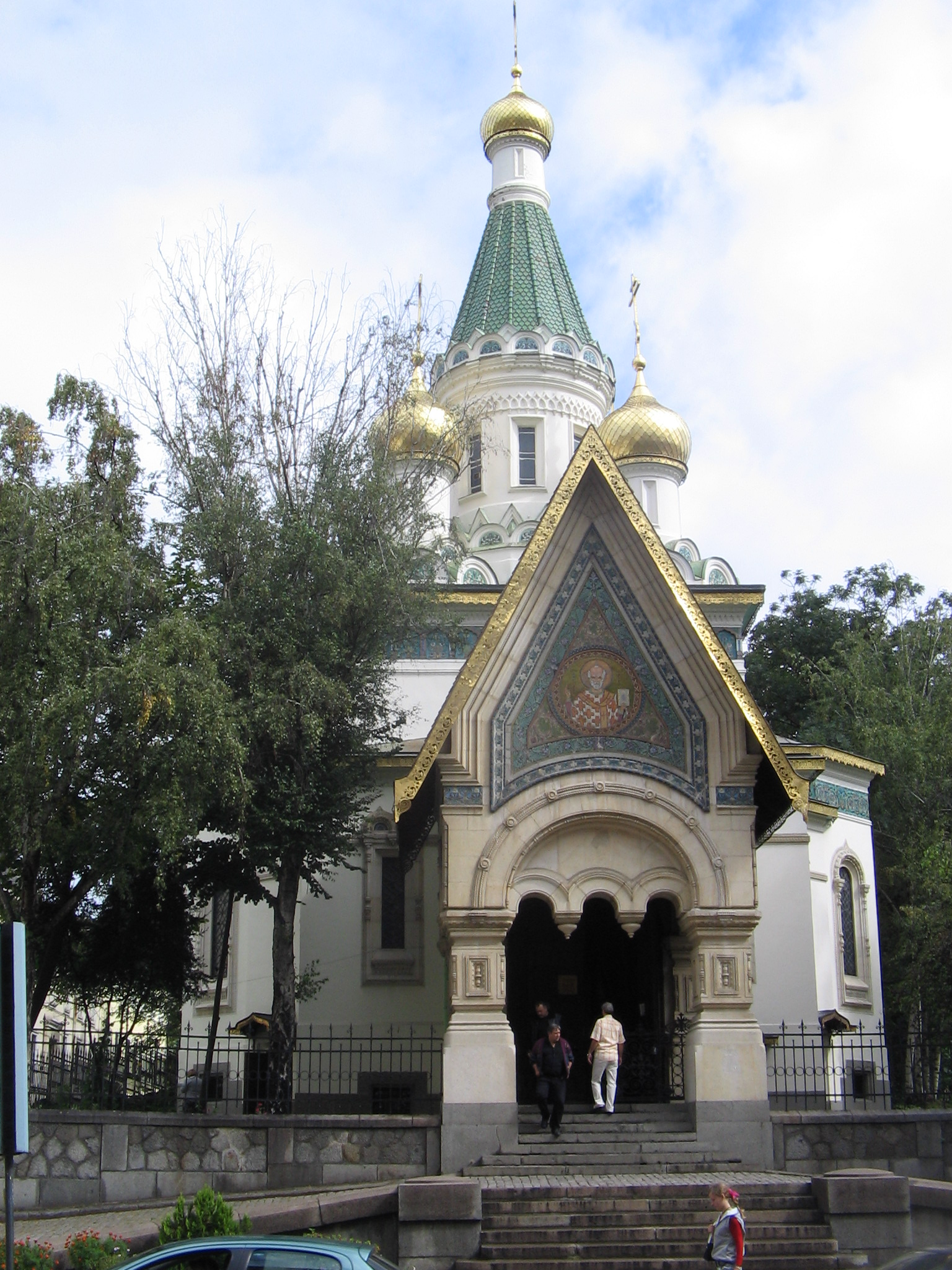
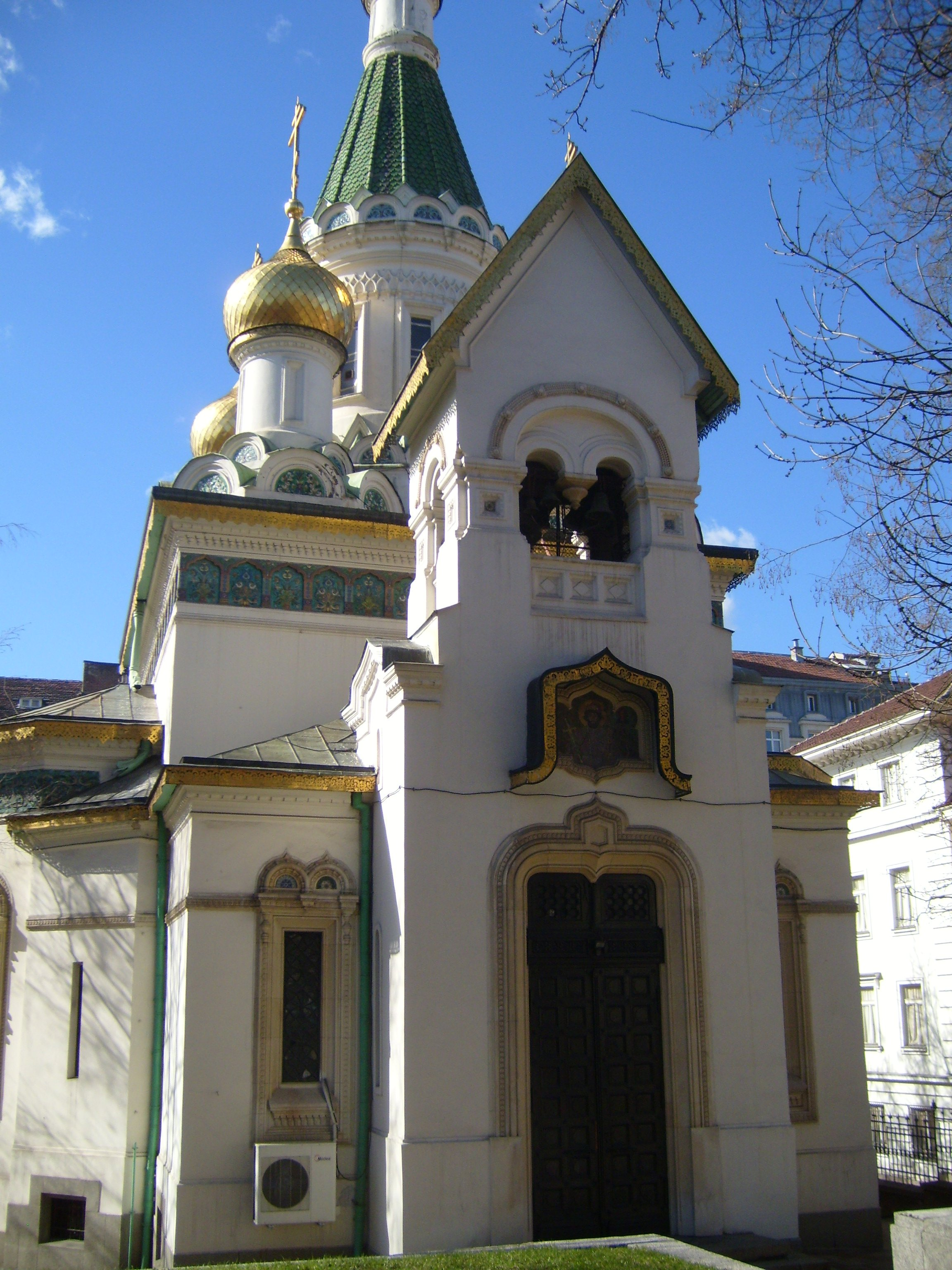
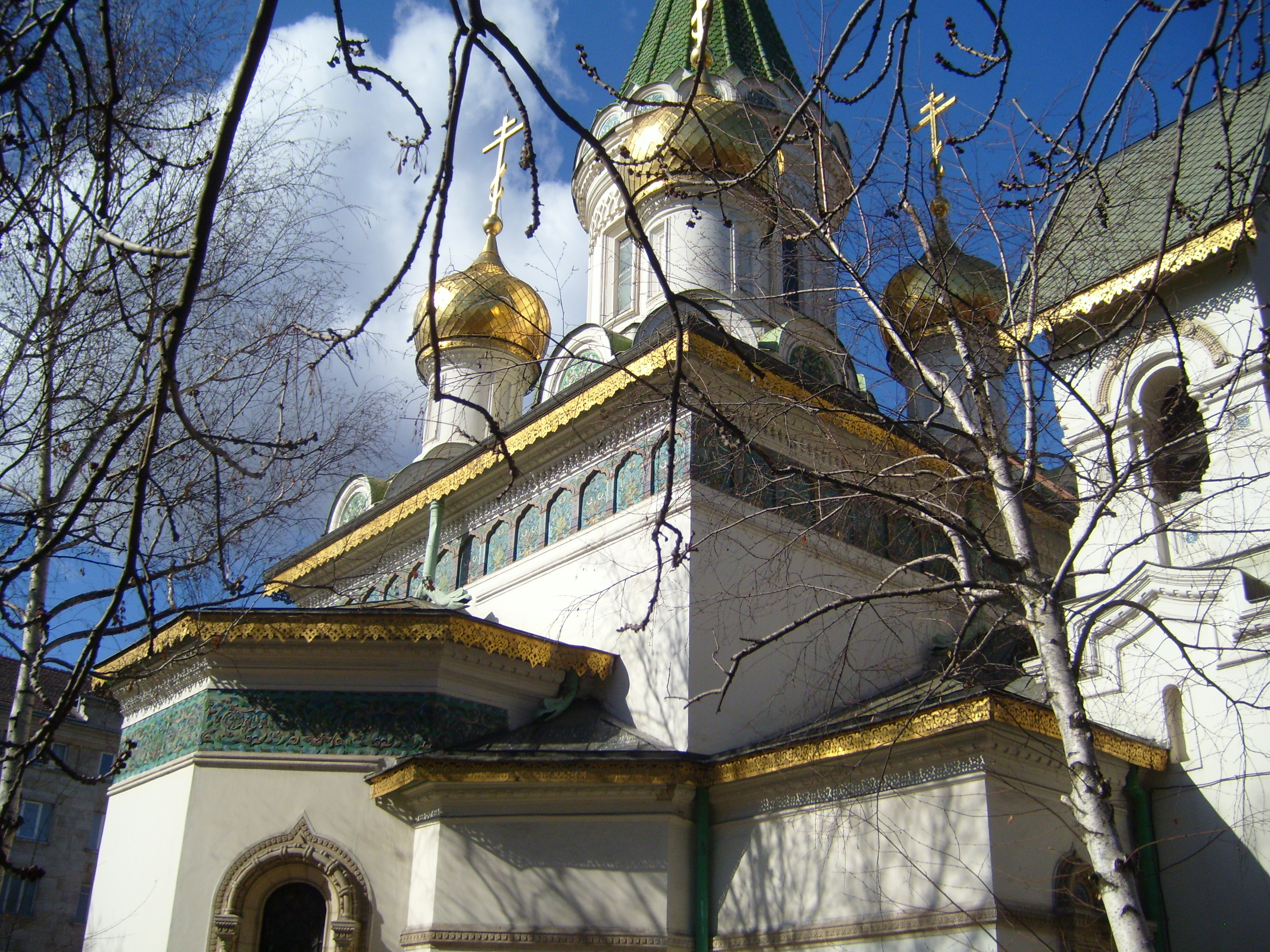
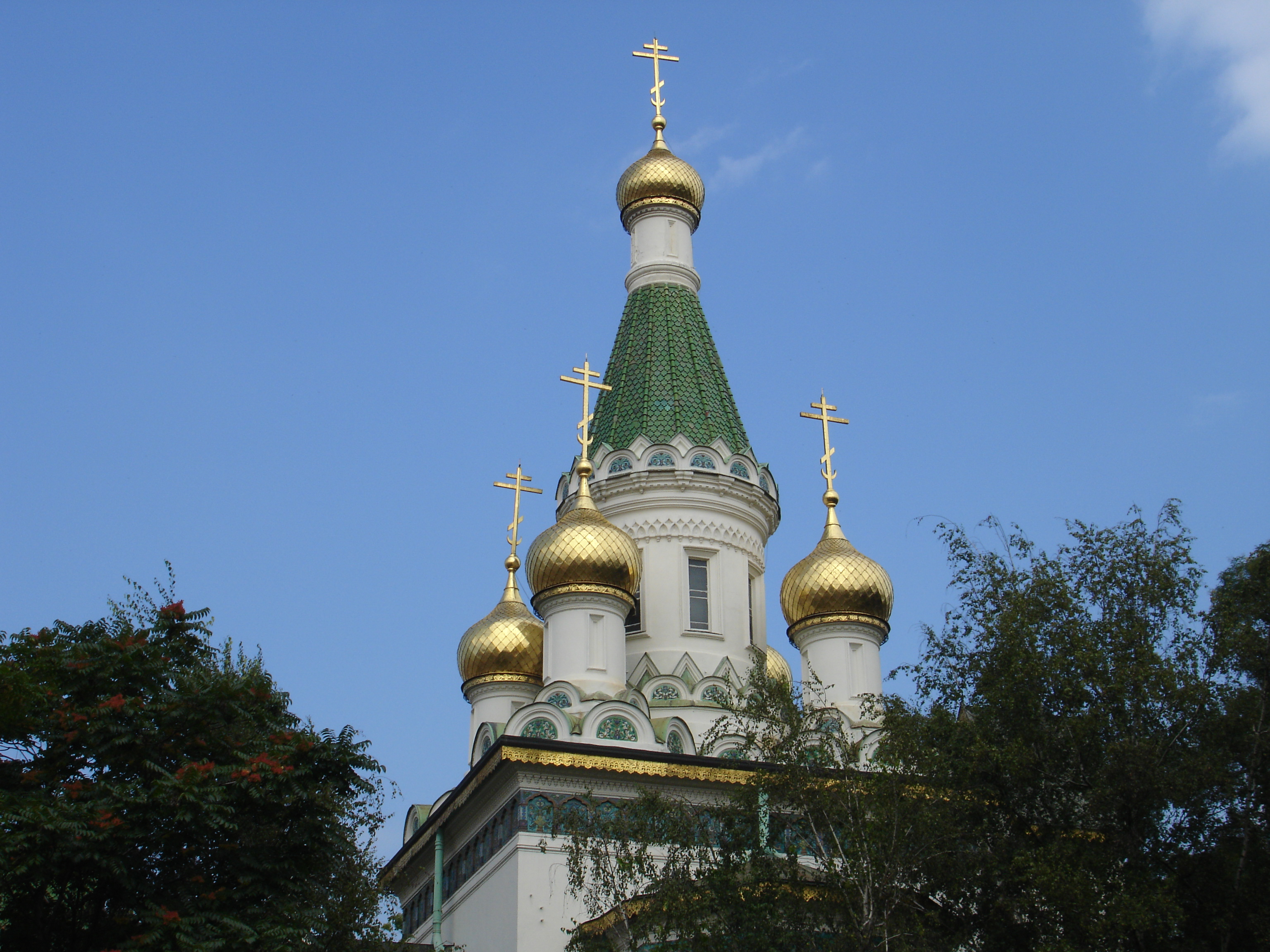